# Річки Луганської області
Річки Луганської області — річки, що течуть територією Луганської області України.

## Загальна характеристика
Гідрологічна мережа Луганської області включає близько 120 річок.
Річки рівнинні, переважно снігового живлення, з весняним паводком. Часто трапляються літні ливневі та зимові відлигові паводки. В посушливі роки окремі річки можуть пересихати.
Річки області відзначаються високою мутністю води і її мінералізацією.
Головною водною артерією в межах області є Сіверський Донець.
Усі річки області належать до басейну Азовського моря. Умовно їх можна розділити на групи — річки басейну Сіверського Дінця та безпосередньо басейну Дону, річки басейну Азовського моря та безстокових басейнів.

## Притоки Сіверського Дінця
Притоки Сіверського Дінця, що протікають територією області: Велика Кам'янка, Деркул, Луганчик, Лугань, Тепла, Євсуг, Айдар, Вільхова, Нижня Біленька, Верхня Біленькая, Борова, Красна, Жеребець.

## Річки басейнуСіверського Дінця

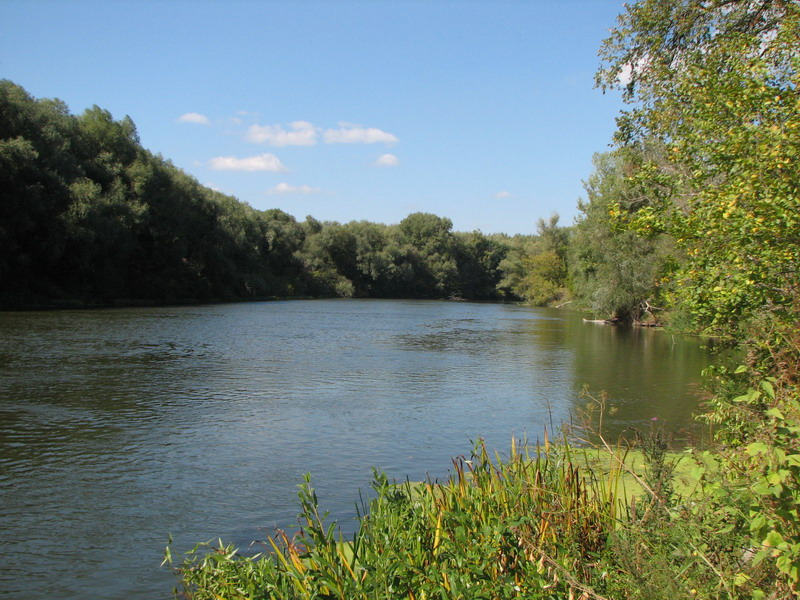
Сіверський Донець

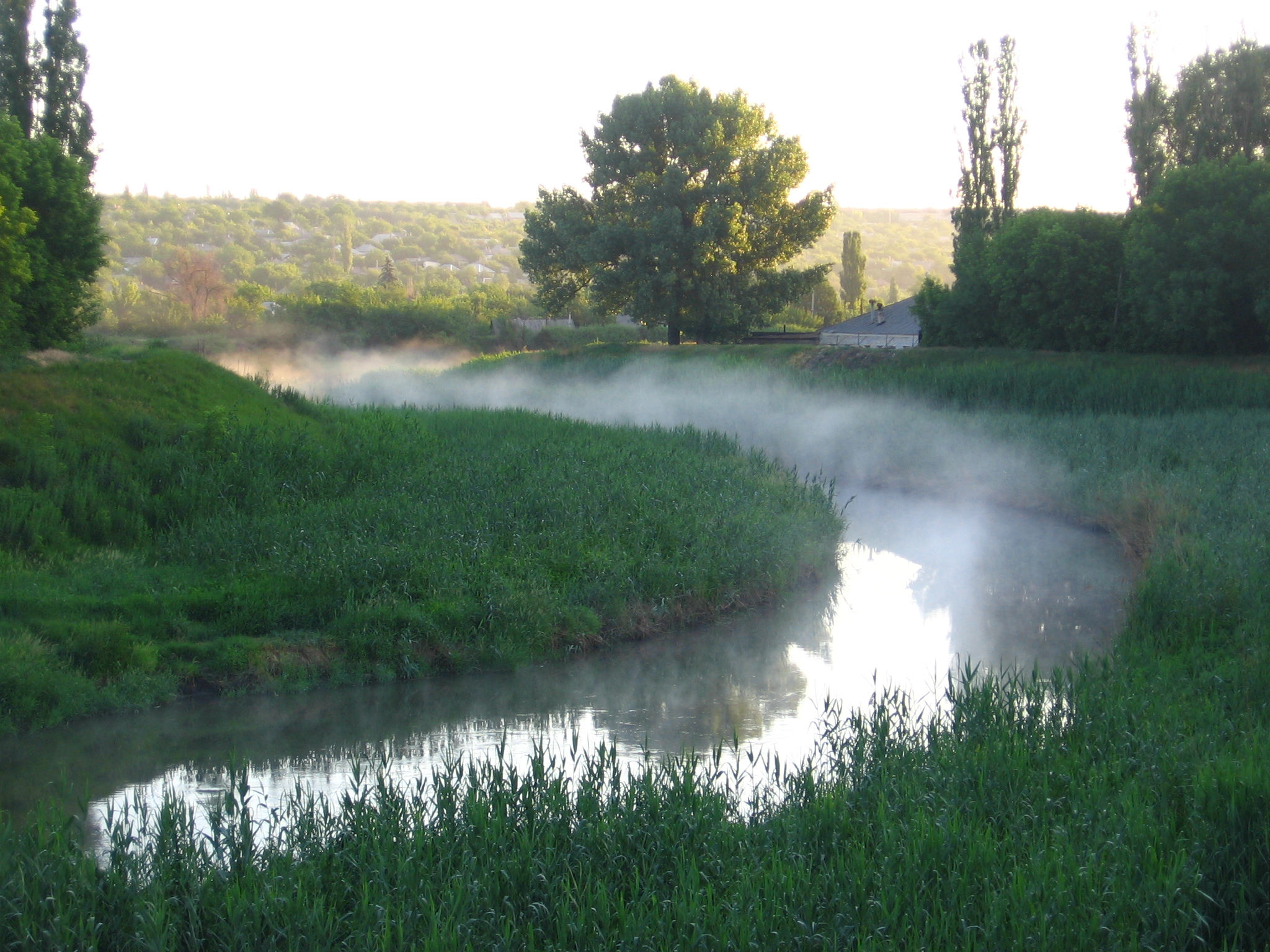
Луганка в Луганську

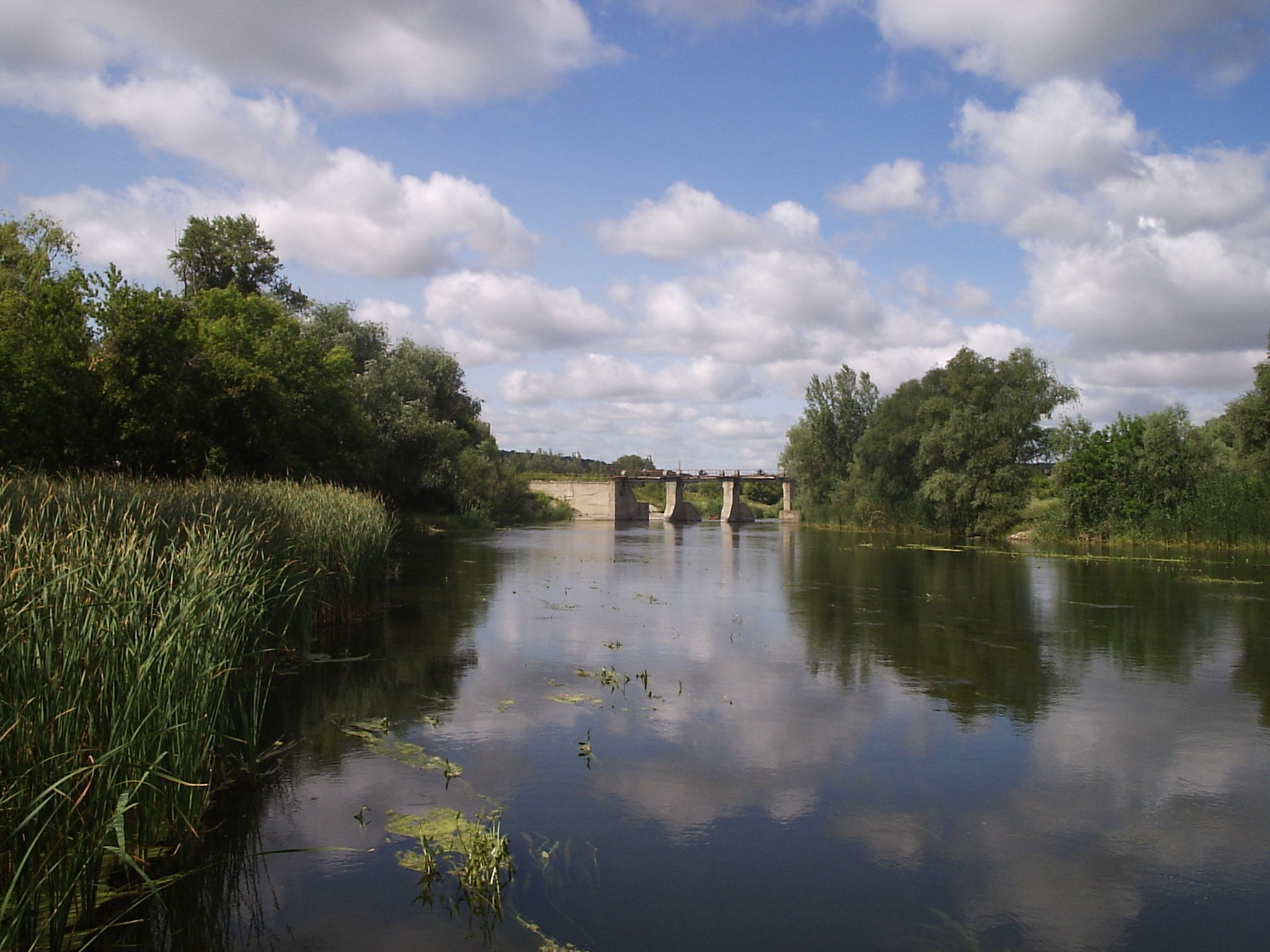
Айдар

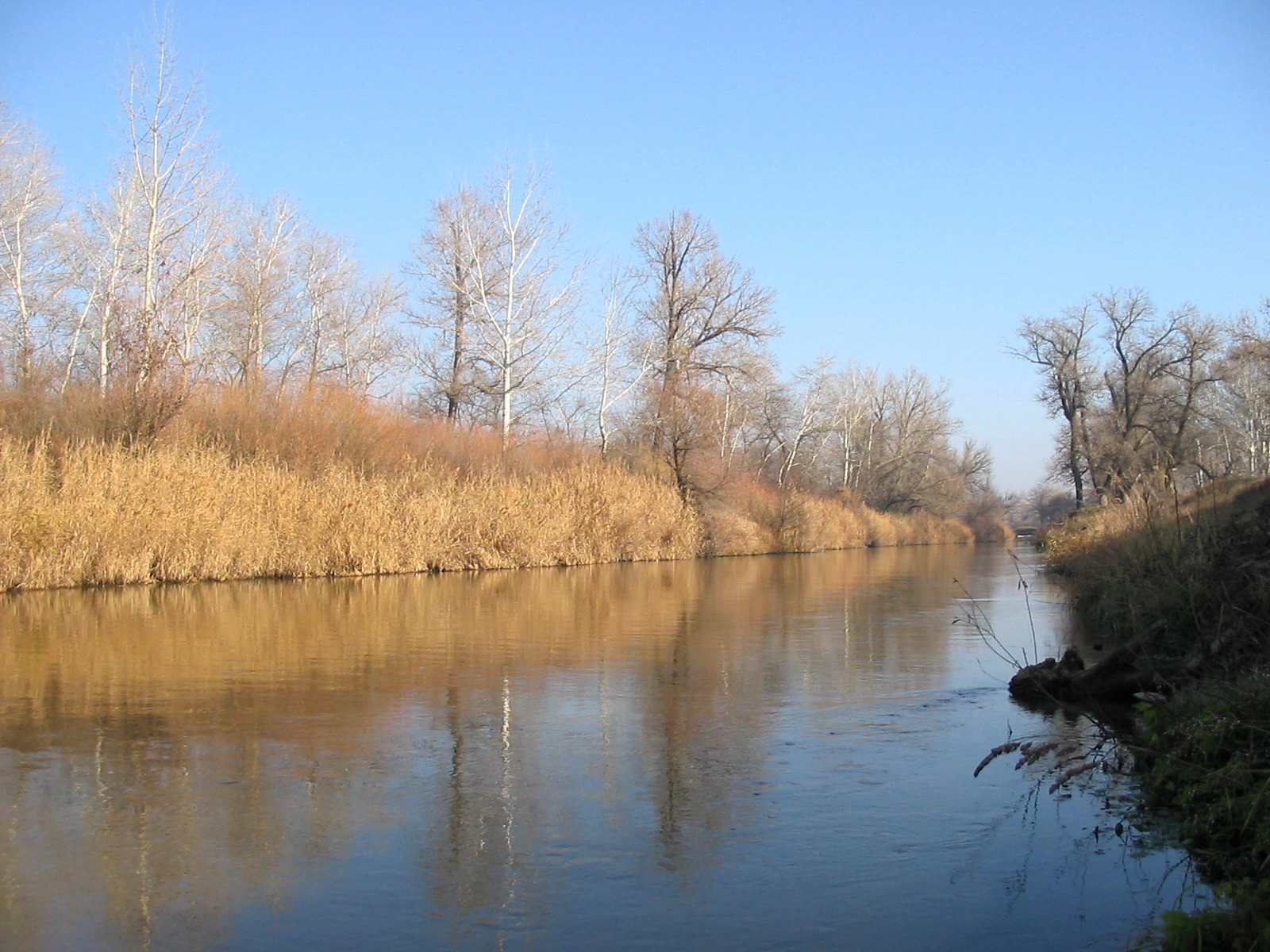
Борова восени

Список річок поданий за їхнім впадінням до головної річки від гирла до витоку.
- Кундрюча права
- Велика Кам'янка права
  - Нижнє Провалля права
  - Верхнє Провалля права
  - Деревечка права
  - Довжик права
  - Ведмежа права
- Деркул ліва
  - Повна ліва (державний кордон з Росією)
    - Комишна права
      - Березовий ліва
      - Мілова ліва

  - Чугинка права
  - Бишкінь права
  - Лізна ліва
- Луганчик права
- Лугань права
  - Вільхівка права
    - Суха права
    - Суха Вільхова права
      - Вільхова права

  - Біла права
  - Лозова права
  - Комишуваха права
  - Комишуваха ліва
  - Калинова
  - Санжарівка права
    - Лозуватка права
    - Вільхова права
- Тепла ліва
- Євсуг ліва
  - Ковсуг ліва
    - Суходол права
    - Ведмежий права

  - Журавка ліва
  - Гримуча
- Айдар ліва
  - Біла права
    - Козинка ліва
    - Козинка права

  - Козачок ліва
  - Шульгинка ліва
  - Дубовець ліва
  - Кам'янка ліва
  - Біла ліва
  - Шибениця права
  - Лозна права
  - Лозова права
- Вільхова ліва
- Нижня Біленька права
- Верхня Біленька права
- Борова ліва
  - Єрик ліва
  - Сухий Яр ліва
  - Конопляний Яр ліва
  - Філева Плотва ліва
  - Плотва ліва
  - Боровик права
  - Гнила Плотва ліва
  - Баглай ліва
- Красна ліва
  - Мечетна ліва
    - Гнила права

  - Хорина ліва
  - Кобилка права
  - Дуванка права
  - Гнила права
  - Нагольна ліва
- Жеребець ліва
  - Текуч права
  - Колеснічка права
- Оскіл* права (не тече по території області)
  - Уразова ліва
    - Демине права

## Річки безпосередньо басейнуДону
- Тузлів (не тече по території області) права — рукав Аксай
  - Кріпка ліва
  - Лівий Тузлів ліва

## Річки басейнуАзовського моря

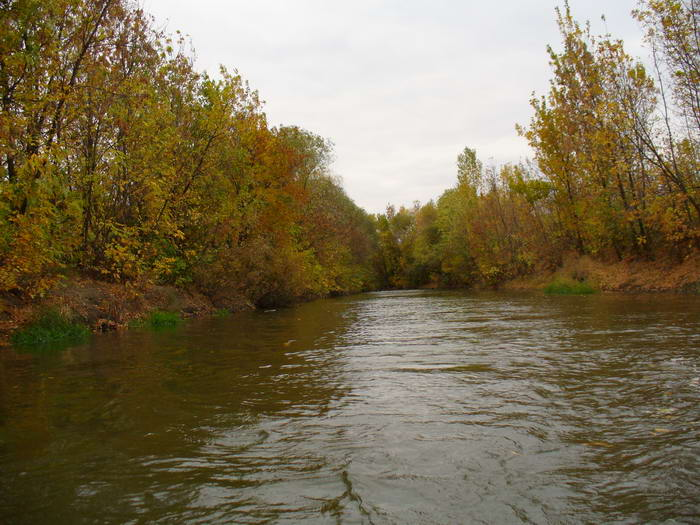
Міус

- Міус впадає до Азовського моря
  - Нагольна ліва
    - Нагольчик права
    - Юськіна права
      - Вишневецька ліва
      - Орехова права

    - Ровеньок права

  - Кріпенька ліва
  - Хрустальна ліва
  - Міусик ліва

## Річки безстокових басейнів
- Бородок